# مارك شابمان (صحفي)
مارك شابمان (بالإنجليزية: Mark Chapman)‏ هو صحفي بريطاني، ولد في 11 أكتوبر 1973 في روتشديل في المملكة المتحدة.

## وصلات خارجية
- مارك شابمان على موقع IMDb (الإنجليزية)
- مارك شابمان على موقع ميوزك برينز (الإنجليزية)